# هنري هاميلتون هادلي
هنري هاميلتون هادلي (بالإنجليزية: Henry Hamilton Hadley)‏ هو عالم عقيدة أمريكي، ولد في 19 يوليو 1826، وتوفي في 1 أغسطس 1864.